# 야코브 오프테브로
야코브 오프테브로(Jakob Oftebro, 1986년 1월 12일 ~ )은 노르웨이의 배우이다.

## 출연 작품
- 콘티키: 위대한 항해 - 토르스타인 역
- 스노우맨 - 망누스 스카레 역
- 톰 오브 핀란드 - 잭 역